# Краљевски суд Енглеске и Велса
Краљевски суд Енглеске и Велса (енгл. Crown Court of England and Wales) првостепени и другостепени је кривични суд. Стоји непосредно испод Високог суда Енглеске и Велса.

## Надлежност
Краљевски суд суди за хибридна и тешка кривична дјела. Такође, одлучује о жалбама на пресуде магистратских судова. Жалбе на пресуде Краљевског суда се подносе Кривичном одјељењу Апелационог суда, а затим Врховном суду Уједињеног Краљевства.
Краљевски суд је познат као Централни кривични суд (енгл. Central Criminal Court) када суди у лондонском здању Олд Бејли. Иначе суди у 77 одјељења изван сједишта суда (енгл. court centres) широм Енглеске и Велса.